# ذا ليجند أوف زيلدا: سكايورد سورد
أسطورة زيلدا: السيف المنحني إلى السماء (بالإنجليزية: The Legend of Zelda: Skyward Sword؛ باليابانية: ゼルダの伝説 スカイウォードソード، زيرودا نو دينسيتسو سكايوودوه سودوه) هي لعبة فيديو من نوع الأكشن-مغامرات متوفرة على نظام وي، وهي اللعبة السادس عشر في سلسلة « أسطورة زيلدا ». واللعبة من تطوير شركة نينتندو إنترتينمنت أنالسيس أند دفيلوبمنت، وتم إصدار اللعبة في أوروبا في 18 نوفمبر، 2011، وفي أمريكا الشمالية في 20 نوفمبر، 2011، وفي اليابان في 23 نوفمبر، 2011، وفي أستراليا في 24 نوفمبر، 2011. وقصة اللعبة تعتبر سابقة للقصة في لعبة ذا ليجند أوف زيلدا: أوكرينا أوف تايم. ولعبة تجعل من الطرفية وي موشن بلاس استخدامها كتريقة للقتال بالسيف، مع نظام معدل للمأشرة المستخدمة للاستهداف من أجل يد التحكم وي ريموت. وتباع اللعبة كحزمة على حد سواء مع يد تحكم وي ريموت بلاس ذهبية وأيضاً كلعبة مستقلة. وتشمل كلا طبعاتين على قرص موسقي مضغوط يحتوي أغاني منسقة من الموسيقى الشهيرة للسلسلة.